# Burgess Owens
Clarence Burgess Owens (Columbus, 2 agosto 1951) è un politico ed ex giocatore di football americano statunitense, membro della Camera dei Rappresentanti per lo stato dello Utah dal 2021.

## Biografia
Nato a Columbus e cresciuto a Tallahassee, al college Owens cominciò a praticare il football americano e militò nei Miami Hurricanes. Nel 1973 disputò la sua prima stagione in NFL con i New York Jets, dove restò per sei anni, per poi passare agli Oakland Raiders nel 1980. Conseguì un bachelor in biologia e chimica presso l'Università di Miami.
Dopo aver lasciato lo sport, Owens si dedicò all'attività di imprenditore a New York e Filadelfia. Nel 2012 si trasferì ad Herriman nello Utah, dove fondò e operò come amministratore delegato di Second Chance 4 Youth, un'associazione non profit per il recupero di giovani con precedenti penali.
Entrato in politica con il Partito Repubblicano, nel 2020 si candidò alla Camera dei Rappresentanti sfidando il deputato democratico in carica da un solo mandato Ben McAdams e riuscì a sconfiggerlo con poco più di tremila voti di scarto. Burgess Owens divenne così uno dei soli due membri afroamericani repubblicani del Congresso insieme a Byron Donalds.